# Zur Heuwaage

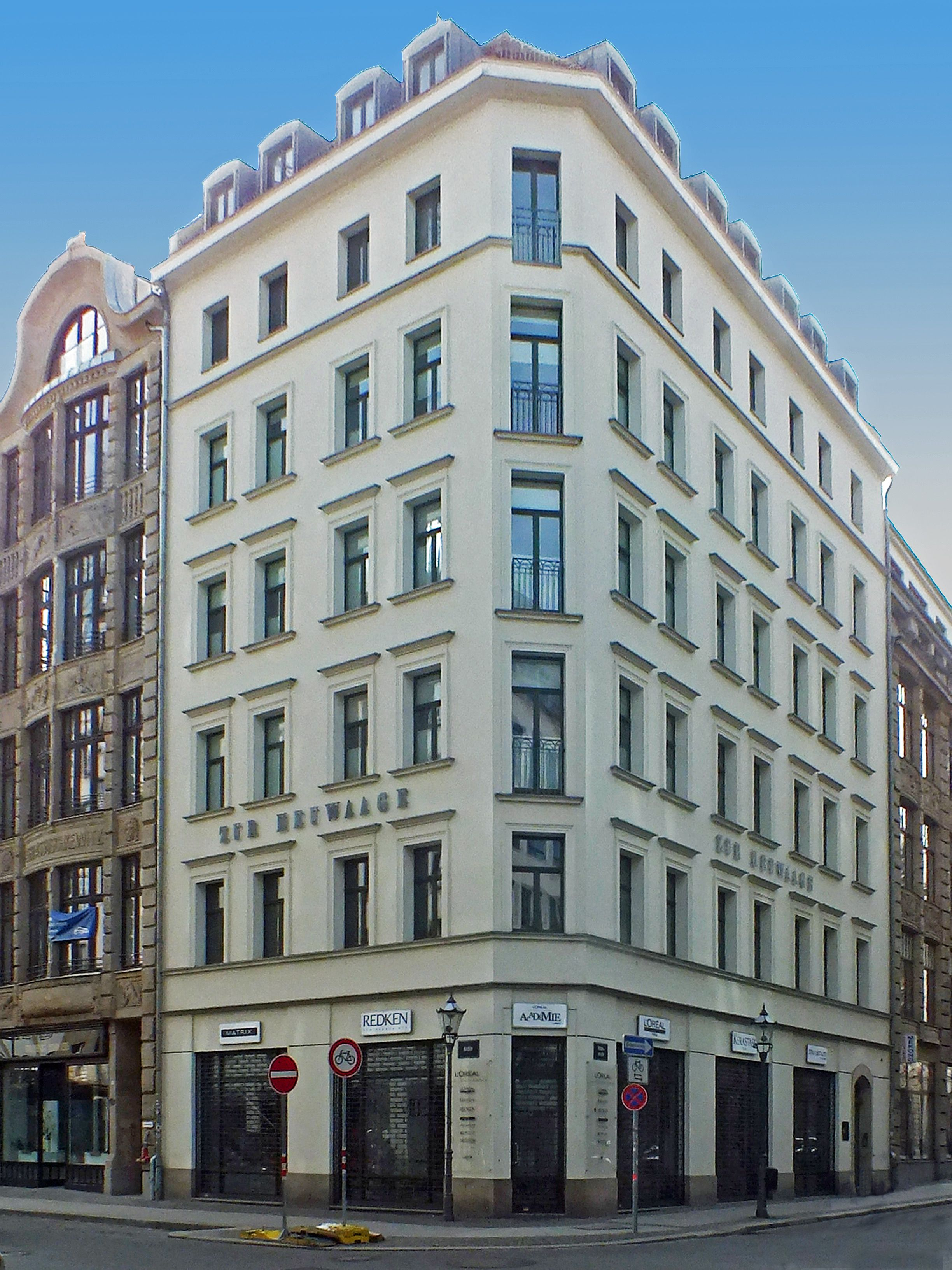
Zur Heuwaage (2019)

Zur Heuwaage ist der Name eines Wohn- und Geschäftshauses in der nordöstlichen Innenstadt von Leipzig. Der Name geht auf die städtische Großwaage, die sogenannte Heuwaage, zurück, die sich über 300 Jahre hier befand.

## Lage und Gestalt
Das Gebäude mit der Adresse Ritterstraße 50 ist das südöstliche Eckhaus der Einmündung der Ritterstraße in den Brühl. Das sechsgeschossige Haus ist dem Baustil des Klassizismus zuzurechnen. Es besitzt sieben Fensterachsen zur Ritterstraße und vier zum Brühl. Die Ecke ist gefast und hat in den oberen vier Etagen türhohe Fensteröffnungen. Über den Fenstern der 1. bis 3. Etage finden sich Verdachungen. Das Walmdach trägt, den Fensterachsen zugeordnet, Dachgauben. Im Erdgeschoss befinden sich Ladengeschäfte.

## Geschichte
1535 übernahmen die Zünfte der Fleischer, Schmiede, Gerber und Schuster der Stadt das Anwesen von der Familie von Wiedebach. Sie richteten hier ihr Kornhaus (Lagerhaus) ein. 1558 ließ der Rat der Stadt in dem Gebäude die städtische Heuwaage einbauen, mit der große Lasten, gegebenenfalls einschließlich Wagen, bestimmt werden konnten. Der Vorgänger war als Flachswaage bereits 1511 für den Brühl erwähnt worden. 1619 erhielt die Waage ein neues Gebäude in Fachwerkbauweise, das bis 1856 bestehen blieb und das häufig mit seinem 1701 entstandenen Gegenüber, dem Georgenhaus, abgebildet wurde. In den Fachwerkbau wurde 1716 eine neue Waage eingebaut (siehe unten).
Nach Abriss des Waagegebäudes entstand 1856 das bis heute bestehende Wohn- und Geschäftshaus. Es wurde im Zweiten Weltkrieg nur wenig beschädigt und nach 1990 umfassend saniert.

## Die Leupoldsche Waage
1716 erteilte der Rat der Stadt dem in Leipzig lebenden Mechanicus Jacob Leupold den Auftrag, im Waagegebäude am Ende der Ritterstraße eine neue Waage für schwere Lasten zu errichten. Er baute eine Einrichtung nach dem Prinzip der Schnellwaage, das heißt, durch die unterschiedliche Länge der Waagebalkenseiten muss unter Ausnutzung der Hebelgesetze nicht die Gesamtmasse des Wägeguts als Gegengewicht aufgelegt werden. Mit einem auf dem Waagebalken verschiebbaren Tariergewicht wird das Gleichgewicht hergestellt und auf einer Skala das Ergebnis der Wägung abgelesen. Durch Variation der Aufhängungen und zusätzliche Gegengewichte ließen sich vier Wägebereiche zwischen 2 und 50 Zentnern einstellen und eine Genauigkeit von einem Leipziger Pfund erreichen. Leupold verfasste dazu eine 14-seitige Gebrauchsanweisung.

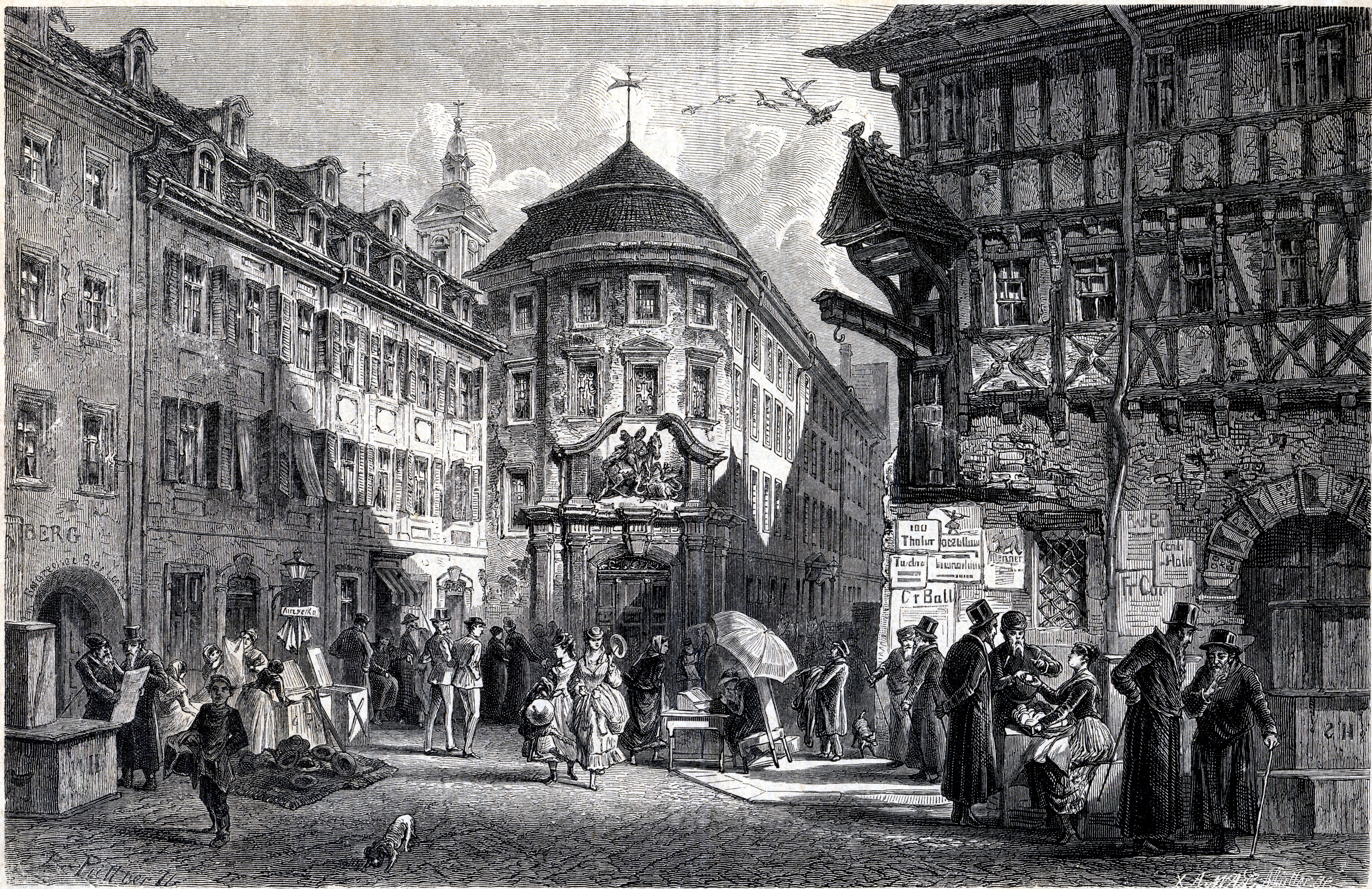
Heuwaage (re.) und Georgenhaus (li.) vor 1855
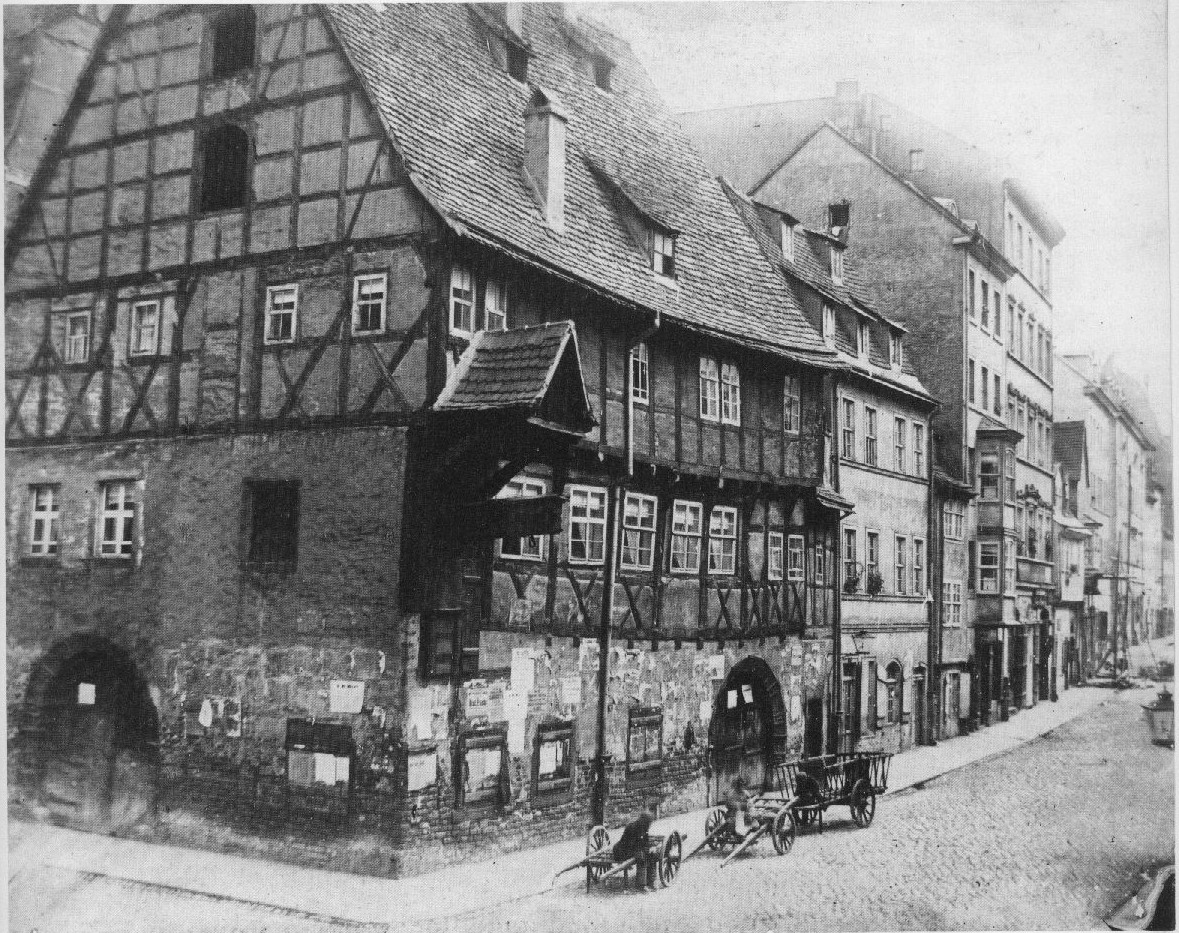
Gebäude der alten Heuwaage 1855
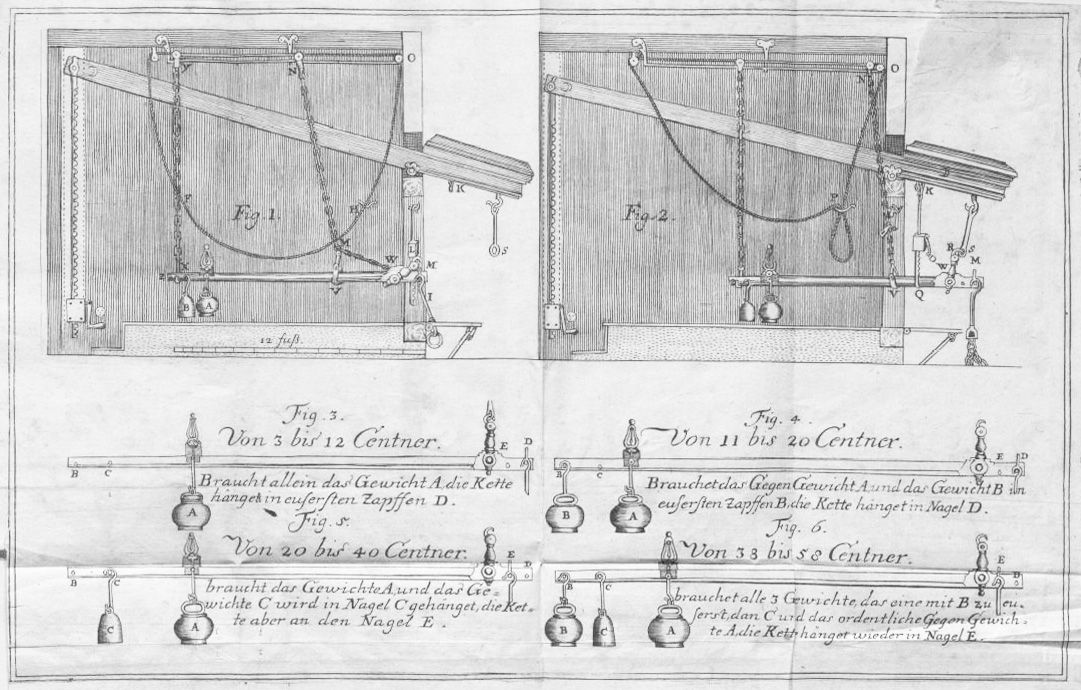
Zeichnung zur Leupoldschen Heuwaage
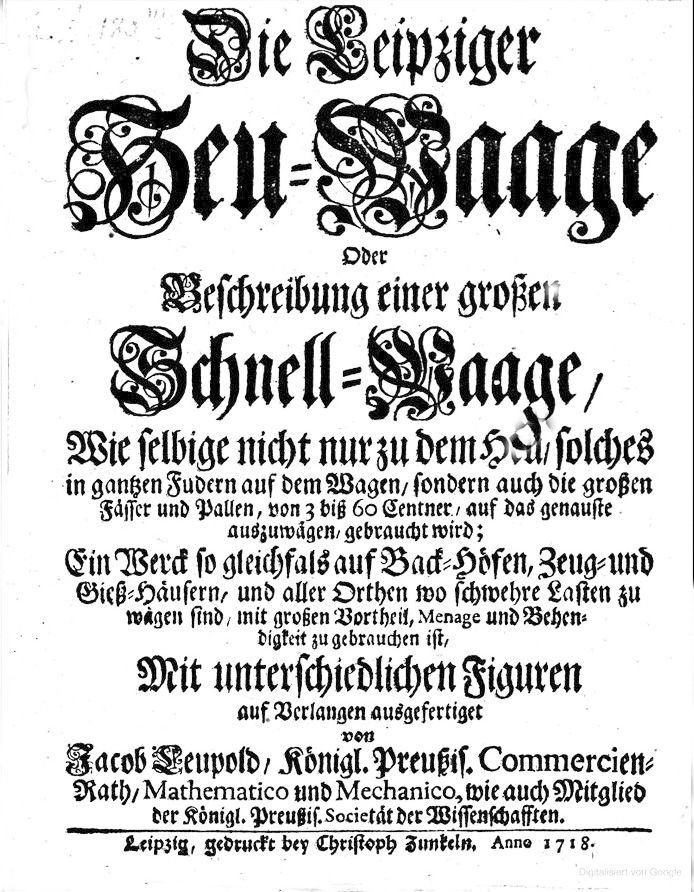
Deckblatt der Beschreibung der Leupoldschen Heuwaage
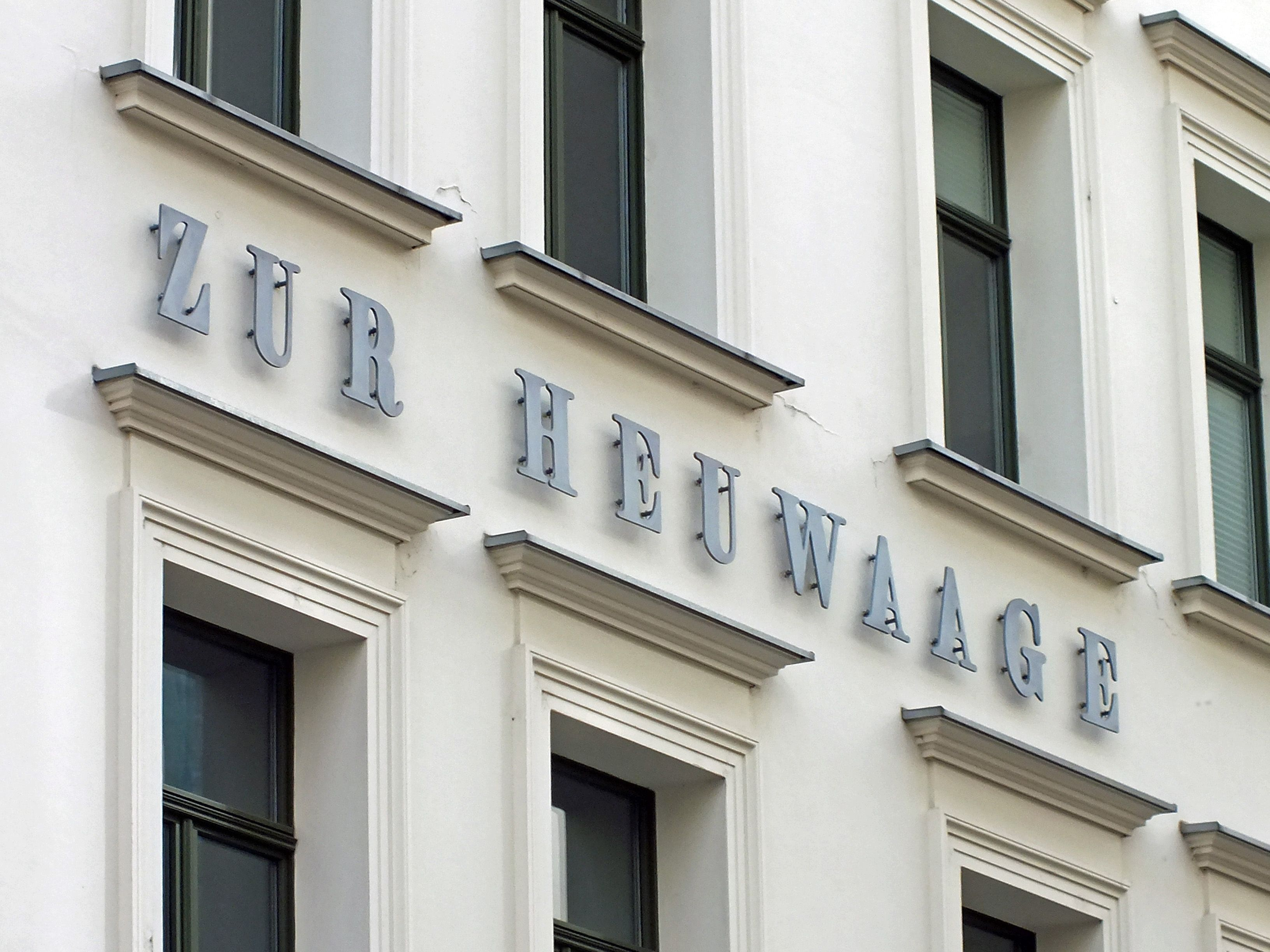
Schriftzug am jetzigen Gebäude (2019)